# Совјетско-украјински рат
Совјетско-украјински рат  (укр. Радя́нсько-украї́нська війна́) је термин који се у пост-совјетској Украјини најчешће користи за догађаје који су се одиграли између 1917.–1921. године, данас се у суштини под њим подразумева рат између Украјинске НР и бољшевика. Рат је почео убрзо након Октобарске револуције када је Лењин послао Антонову експедициону групу у Украјину и Јужну Русију. У совјетској историји наводи се да је Украјина била окупирана од војних снага Западне и Централне Европе, укључујући и војску Пољске Републике – а да бољшевичка победа над њима представља ослобођење Украјине. Међутим, савремени украјински историчари сматрају да је то био неуспели покушај рата за независност Украјинске НР против Руске СФСР, који је завршен руско-совјетском окупацијом Украјине.

## Историографија
У совјетској историографији и терминологији, рат је приказан као део великог Руског грађанског рата: у Украјини, овај рат је вођен између националне владе (на челу са Симоном Петљуром) и бољшевичким покретом (на челу са Лењином).
Рат се може поделити у три фазе:
1. децембар 1917. – април 1918.: Револуционарни дани, бољшевички устанци, инвазија формација Црвене гарде, потписивање уговора о протекторату и ослобођење од бољшевика.
2. децембар 1918. – децембар 1919.: Грађански рат у Украјини, инвазија Црвене армије, уједињење Украјине, антисовјетски устанци, Дењикинова ослободилачка војска и савезничке интервенције, освајање Западне Украјине од стране Пољске.
3. пролеће 1920. – јесен 1921.: Пољско-совјетски рат (Варшавски мир), Руски грађански рат (између бољшевика и Белог покрета Јужне Русије), Украјинске герилске операције (Прва и Друга зимска кампања), влада у егзилу.

### Важни документи
- Декларације Централног савета Украјине (Универзали)
- Ултиматум Совнаркома од Централног савета Украјине
- Брест-литовски мир којим је гарантована неутралнст Украјине као тампон зоне Централних сила, као и војна заштита у преговорима са бољшевицима Руске СФСР.
- Акт о уједињењу, уједињење са Западном Украјином
- Варшавски мир, пољско-украјински и антибољшевички пакт
- Ришки мир, деоба Украјине

## Увод
Након Фебруарске револуције 1917. године националисти у царској империји (преименованој у Руска Република) захтевали су аутономију од Петрограда. У лето 1917. године Привремена влада је одобрила регионалну управу над неким деловима бивше царске Украјине.
У октобру 1917. украјинска влада осудила је оружану побуну бољшевика и изјавила да ће се одлучно борити против сваког покушаја државног удара у Украјини. Организована је посебна заједничка комисија за очување револуције како би се ситуација држала под контролом. Команда Кијевске војне области покушала је да спречи бољшевички удар, што је довело до уличних борби и на крају предају пробољшевичких трупа у граду. 14. новембра 1917. године украјинци Централна рада издала је "Апел Централног већа грађанима Украјине" којим су објавили преузимање државне власти Украјине. 16. новембра на заједничкој седници парламента и извршног одбора локалних радника и војника, совјети су признали Централну раду као регионалну власт у Украјини. 20. новембра 1917. године, а рада је прогласила Украјинску Народну Републику као аутономни део Руске Републике. Избори за украјинску Уставотворну скупштину су били заказани за 9. јануара 1918. Секретар за војне послове Симон Петљура изразио је намеру да споји југозападни фронт у Руској империји и румунски фронт, који су се протезали преко Украјине, у један Украјински фронт под командом генерал-пуковника Дмитрија Шчербачева.
17. децембра 1917. бољшевици су планирали Свеукрајински конгрес Совјета, а 11. и 12. децембра 1917. године покренули су бројне устанке широм Украјине у Кијеву, Одеси, Виници, а који су брзо и лако угушени. Такође 17. децембра 1917. Савет народног комесаријата, који је почетком месеца покренуо преговоре са Централним силама, упутио је четрдесетосмочасовни ултиматум Централној ради да заустави "контрареволуционарне акције" или да се припреми за рат, а генерал Берзин је покренуо своје трупе из Минска према Харкову дo Дона. Они су учествовали у оружаном сукобу на железничкој станици у Бахмачу са украјинским трупама које су одбиле да пропуштају Црвене снаге (три пука и артиљеријску дивизију). Централна рада није прихватила оптужбе и изрекла је своје услове: признање Украјинске Народне Републике, неуплитање у њене унутрашње послове и послове новоорганизованог Украјинског фронта, дозволу за пребацивање украјинских трупа у Украјину, подела бивших царских финансија, учешће Украјинске Народне Републике у општим мировним преговорима. Истог дана, Свеукрајински конгрес Совјета у Кијеву, након одласка бољшевичке делегације са конгреса, признао је ауторитет украјинске владе и осудио ултиматум руске владе. Кијевски бољшевици су заузврат осудили тај конгрес и заказали још један у Харкову. Следећег дана, Савет народног комесаријата у Москви одлучио се за рат. Владимир Антонов-Овсејенко проглашен је за врховног команданта експедиционих снага против Каледина и Јужне Русије, док су у близини границе са Украјином (Брјанск – Белгород) почеле да се окупљају Црвене трупе.
Кијевски бољшевици су побегли у Харков где су се придружили Конгресу совјетаДоњецко-Кривојрошке Совјетске Републике. Потом су овај састанак прогласили Првим свеукрајинским конгресом Совјета на ком је најављено стварање Украјинске Народне Републике Совјета. Прогласили су Централну раду Украјине непријатељем народа, објављујући јој рат 2. јануара. Централна рада је прекинула све односе са Петроградом 22. јануара 1918. године, и прогласила независност, чиме је почео Украјински рат за независност.  Бољшевичке трупе су почеле да нападају Украјину из Русије. Руске војне јединице из Харкова, Москве, Минска и балтичке флоте напале су Украјину.

## Рат

### Децембар 1917. – април 1918.
Бољшевици, који су бројали око 30.000 људи и састојали су се од редовних војника руске војске стационираних на фронту, неколико гарнизонских јединица и одреда Црвене гарде састављених од радника из Харковског округа и Донбаса, почели су напредовање на североисток под вођством Владимира Антонова-Овсејенка и Михаила Муравјова. У време инвазије украјинске снаге састојале су се од око 15.000 војника, састављених од добровољачких одреда и неколико батаљона Слободних Козака и Сичких Стрелаца.
Инвазија совјетских снага из Русије била је праћена побунама које су инициране у Украјини од стране локалних бољшевика у развијеним градовима на територији леве обале Украјине, као и на територији десне обале Украјине. Бољшевици на челу са Јевгенијом Бош су 17. децембра успешно подигли устанак у Виници. Они су преузели контролу над 2. гардијским корпусом и кренули према Кијеву да помогну бољшевицима у граду. Павел Скоропадски заједно са пуком Слободних Козака зауставио их је у близини Жмеринка, разоружао их и депортовао у Русију. Друге бољшевичке снаге заузеле су Харков (26. децембар 1918), Јекатеринослав (9. јануар 1919), Александровск (15. јануар), и Полтаву (20. јануар) на путу за Кијев. Бољшевичке војничке групе окупиле су се 27. јануара у Бахмачу и потом су под командом Муравјова кренули да нападну Кијев.
Док су бољшевици марширали према Кијеву, мала војна јединица Украјинске НР састављена од 500 студената (неки извори наводе бројку 300), под командом Хончаренка, била је на брзину организована и послата на фронт 29. јануара 1918. да учествује у бици код Крута. половина њих је настрадала током битке.
Устанак у кијевском Арсеналу почео је 29. јануара 1918. године, био је то краткотрајни оружани сукоб између снага новопроглашене украјинске Централне раде на једној и побуњених радника на челу са бољшевицима на другој страни. Локални бољшевици су 29. јануара су настојали да искористе продор совјетских трупа у Украјину да подигну установе, као и спречити снаге Централне раде да окупирају Арсенал, главну фабрику оружја у граду која је представљала главно упориште бољшевика и радикалних левичара. Устанак се претворио у серију вишедневних хаотичних уличних борби у коме су на крају превагу однеле националистичке трупе на челу са Симоном Петљуром. Оне су 4. фебруара 1918. на јуриш освојили Арсенал,  и према каснијим совјетским наводима погубили око 300 заробљених устаника. Према совјетским изворима, током борбе је убијено више од 1500 просовјетских радника и војника. Устанак тако није успео, али су већ истог дана совјетске трупе продрле до предграђа Кијева и заузеле град 7. фебруара 1918. У каснијој совјетској историографији су устаници проглашени револуционарним мученицима.
Када су бољшевици заузели Кијев, започели су офанзиву на Десну обалу Украјине. Међутим, 9. фебруара је Украјинска НР потписала Брест-литовски мир и тако добила помоћ од немачких и аустроугарских трупа крајем фебруара, преко 450,000 војника.  У замену за војну помоћ, Украјина је приступила Централним силама. Под командом Симона Петљуре, комбиноване снаге потиснуле су бољшевике из Десне обале Украјине и ослободиле су Кијев 1. марта. Због социјалистичке политике Националне раде, и политике национализације земље која је утицала на извоз хране у Централним силама, немачке снаге су 28. априла расформирале Централну Раду и створиле марионетску Украјинску Државу. Украјинске, немачке и аустроугарске војске наставиле су да остварују успешне резултате, ослобађајући Леву обалу Украјине, Крим и Доњецку котлину. Ови губици присилили су бољшевике да 12. јуна потпишу мировни споразум с Украјинском владом.

## Послератне интервенције
Током новембра 1918, присталице Украјинског Директората уз помоћ бољшевика поразиле су снаге Украјинске Државе у бици код Мотовиливка. Немачке снаге задржале су неутралност током двонедељног грађанског рата који је захватио Украјину, због пораза Немачког царства у Првом светском рату. Директорат је поново успоставио Украјинску Народну Републику. 22. јануара 1919. године ујединиле су се Украјинска НР и Западноукрајинска НР.
Централни војно-револуционарни комитет у Курску је 22. октобра 1918. године издао наредбу да се формира Украјински фронт и пошаље војска. Према Антонов-Овсијенку, војска је имала око 6.000 војника, 170 топова, 427 митраљеза, 15 војних авиона и 6 оклопних возова. 15. децембра 1918. у Кијеву је сазван састанак украјинског војног штаба на чијем је челу био генерал Осетски, укључујући и генерала Петљуру, пуковника Болбачана, пуковника Шаповал, поручника Оскилка. Они су дискутовали о одбрани граница и формирали план у случају опасности са свих страна.
Да би зауставила рат са бољшевицима, Чехивскова влада послала је у Москву делегацију на челу са министром спољних послова Семеном Мазуренком. Делегација је успела да потпише прелиминарни мировни споразум, али није зауставила агресију са руске стране због лоше комуникације између делегације у Москви и владе Украјинске Народне Републике. 28. децембра 1918. Централни комитет левичарске Украјинске социјал-револуционарне партије је званично прогласио мобилизацију снага за подршку совјетске владе у оружаним акцијама. Од почетка јануара 1919. године, бољшевичке трупе су стално прелазили источне и североисточне границе у рацијама.

### Јануар 1919. - јун 1919.
7. јануара 1919. године почела је бољшевичка офанзива на Украјину коју су предводили Владимир Антонов-Овсејенко, Јосиф Стаљин и Владимир Затонски. Директорат је поново објавио рат Русији 16. јануара након неколико прелиминарних ултиматума влади Руске СФСР sovnarkom да повуку своје трупе. Два главна правца бољшевичких снага била су усмерена према Кијеву и Харкову.

У томпериоду совјетске снаге су напредовале преко североисточне Украјине заузимајући Риљск и Новгород-Сиверскји. Соовјети су заузели важну стратешку железничку везу у Купјанску. Након тога брзо су напредовали подручјем између река Дњепар и Оскол. Црвена армија је 3. јануара заузела Харков, скоро по истом сценарију као када су бољшевици заузели Кијев у фебруару 1918. године. Украјинске снаге састојале су се од две редовне трупе, Запорожког корпуса и Сичких стрелаца, као и партизанских одреда. Ове партизане водили су непоуздане вође који су повремено прелазили на страну бољшевика, као што су Зелењ, Анхел и Григоријев. Војска која је имала више од 100.000 људи пала је на око 25.000 због сељака који су напустили војску и прикључили се бољшевицима. Болбочан са остацима Запорожког корпуса повукао се у Полтаву где је одбијао нападе Црвене армије још неколико недеља. Пјатаков је 6. јануара 1919. године прогласио званично стварање Украјинске Совјетске Социјалистичке Републике. Ипак његова влада је наставила да борави у Курску до 24. јануара 1919. На неколико питања о сврси руске војске у Украјини коју је украјински Директоријум послао Москви, Чичерин је коначно одговорио 6. јануара: 
... у Украјини нема војске Руске Совјетске Социјалистичке Републике. У овом тренутку војна акција која се одвија на територији Украјине је између војске Директоријума и Украјинске Совјетске Владе која је потпуно независна.
 12. јануара трупе под командом Николаја Шчорса окупирале су Чернигов, док су тупе под командом Павела Дибенка заузеле Лозову, Павлоград, Сињељникове, и успоставиле контакт са Нестором Махном. После дуге расправе између чланова Директоријата и других државних званичника, одлучено је да се прогласи рат против совјетске Русије. Једина особа која је била против тога, био је председник Директоријума Владимир Вињченко, док је Шаповал, на пример, из неког разлога једноставно тражио брзо стварање Совјетске владе. Деникин је касније коментарисао да ратна декларација није ништа променила на линији фронта и да је само одраз политичке кризе у украјинској влади настале победом војне партије Петљуре-Коновалеца-Хрекова над Вињченком-Чехивским. Совјетска војска је 20. јануара заузела Полтаву док су се украјинске трупе повукле у Кременчуг. Дибенко је 26. јануара заузео Катеринослав. Совјети су заузели Леву обалу Украјине, и кренули ка Кијеву. Директоријум је био присиљен да се 2. фебруара повуче у Виници, док су трупе Шчорса и Боженка окупирале Кијев три дана касније.
Чехивски је поднео оставку након што је Вињченко у Камјањец-Подиљском основао Комитет за спас Републике, који је Петљура поново расформирао 13. фебруара. Совјетске трупе су наставиле да напредују заузевши Олександрију и Кропивницки. Директоријум се до 6. марта повукао у Хмељницки док су већи део полесја и Подоља држали бољшевици. Међутим до краја марта украјинске војске су изненађујуће успешно спровеле низ операција које су ослободиле Сарни, Житомир, Коростењ, и приближиле се Кијеву. 2. марта генерал Григоријев је заузео Херсон, 12. марта је стигао у Миколајиву, а 6. априла је заузео Одесу.

### Децембар 1919. – новембар 1920.
Од 6. децембра 1919. до 6. маја 1920. године, војска Украјинске НР под командом Михаила Павленка извршила операцију познату као Прва зимска кампања у региону града Кропивницки против совјетске 14. армије. Други значајан догађај у овом периоду био је потписивање Варшавског споразума са Пољском 22. априла, а затим и почетак заједничке офанзиве са пољским трупама против бољшевика. 7. маја украјинска дивизија под командом Марка Берзучког ушла је у Кијев, али је брзо протерана контраофанзивом Црвене армије на челу са Семјоном Буђонијем. Украјинци и Пољаци били су потиснути преко реке Збруч, прошли су Замошћ и били су на путу ка Варшави. Пољаци су 18. октобра потписали Ришки мир са Совјетима. Од 1921. године, пољски аутор пољско-украјинског споразума, Јозеф Пилсудски, није више био шеф државе, и учествовао је само као посматрач преговора у Риги, које је он назвао кукавичким чином. Петљурине снаге су наставиле да се боре. Они су трајали до 21. октобра, када су били приморани да пређу реку Збруч и повуку се у Галицији која је била под пољском контролом. Тамо су били разоружани и смештени у логор за интернанте.

### Новембар 1921
Последња акција Украјинске НР против Совјета била је рација иза редова Црвене армије у новембру 1921. позната као Друга зимска кампања..
Ова кампања имала је за циљ да подстакне општи устанак међу украјинским љацима, који су већ били незадовољни Совјетима, и да уједини партизанске снаге против бољшевика у Украјини. Командант украјинских снага био је Тјутјуник.
Основане су две експедиционе снаге, једна у Подољу (400 војника) и друга у Волињу (800 војника). Подољска група стигла је до села Вахнивке, пре него што се вратила у Пољску преко територије Вилиња 29. новембра. Волињска група кренула је у акцију 4. новембра, заузели су Коростењ 7. новембра и кренули су према селу Леонивка. Када су прикупили залихе одлучили су да се врате. Међутим, по повратку на запад, пресрела их је бољшевичка коњица под командом Катовског код Базара. У бици је 17. новембра заробљено 443 украјинских војника. 359 је убијено 23. новембра у близини града Базара, a 84 су прослеђени совјетским безбедносним снагама.
Ово је била последња операција војске Украјинске НР против Совјета. Завршетак Друге зимске кампање довео је Украјинско-совјетски рат до дефинитивног краја, али партизанско ратовање против бољшевика је настављено до средине 1922. године, а као одговор Црвена армија је терорисала околину Базара.

## Последице
Завршетком рата дошло је до прелажења већине територије Украјине у Украјинску ССР, која је 30. децембра 1922. године била један од оснивача Савеза Совјетских Социјалистичких Република (СССР). Део западне Украјине био је под контролом Друге пољске републике, као што је договорено Ришким миром. Влада Украјинске НР, на челу са Симоном Петљуром, била је приморана на изгнанство. Следећих неколико година украјински националисти наставили су покушаје да воде партизанску герилску борбу против Совјета. Помагала их је пољска интелигенција, међутим без успеха. Последњи активни украјински покрети отпора били су искорењени током Голодомора. Поред тога, релативни недостатак подршке Пољске за украјинску ствар изазвао би растућу одбојност украјинске мањине према пољској међуратној држави.